# Doug Clifford
Doug "Cosmo" Clifford, geboren als Douglas Clifford (Palo Alto, Californië, 24 april 1945), is de voormalige drummer van de Amerikaanse rockband Creedence Clearwater Revival. Nadat de band uit elkaar ging in 1973 sloten Clifford en CCR-bassist Stu Cook zich bij Don Harrison aan in de Don Harrison Band. Ook brachten zij samen een soloalbum uit genaamd Cosmo.
In 1995 vormden Clifford en Cook de band Creedence Clearwater Revisited waarmee ze 25 jaar optraden.

## Discografie

### Met Creedence Clearwater Revival
- Creedence Clearwater Revival (1968)
- Bayou Country (1969)
- Green River (1969)
- Willy and the Poor Boys (1969)
- Cosmo's Factory (1970)
- Pendulum (1970)
- Mardi Gras (1972)

### Solo
- Cosmo (1971)

### Met Creedence Clearwater Revisited
- Recollection (1998) - Een dubbel-cd livealbum
- The Best of Creedence Clearwater Revisited (20th Century Masters - The Millennium Collection) (2006) - Livealbum
- JDRF Hope for the Holidays - Run, Rudolph, Run

- International Standard Name Identifier: 0000 0003 8366 2853
- Library of Congress Control Number: n94010585
- MusicBrainz: cdd07746-5de2-4a64-af79-f8d7aa379cc0
- Istituto Centrale per il Catalogo Unico: DDSV147721
- Virtual International Authority File: 270996291
- WorldCat: E39PBJd3Hvct4rmMfxHwmMk7HC